# 見老津駅
見老津駅（みろづえき）は、和歌山県西牟婁郡すさみ町見老津にある、西日本旅客鉄道（JR西日本）紀勢本線（きのくに線）の駅である。
当駅と周参見駅の間は約10 kmもあるため、間には双子山信号場が設けられている。

## 歴史
1938年10月、国鉄紀勢西線周参見駅 - 江住駅間開通に伴い開業。その後当駅は1959年、今の紀勢本線が全通し亀山駅 - 和歌山駅（現・紀和駅）間が紀勢本線となったのを受け国鉄紀勢本線の駅となり、さらに国鉄分割民営化を経て現在に至っている。

### 年表
- 1938年（昭和13年）9月7日：鉄道省紀勢西線の駅として開業[1][2]。
- 1959年（昭和34年）7月15日：亀山駅 - 和歌山駅（現・紀和駅）までの間が紀勢本線とされ、当駅もその所属となる[1]。
- 1971年（昭和46年）7月1日：貨物の取り扱いを廃止[2]。
- 1978年（昭和53年）4月1日：荷物扱い廃止[2]。
- 1985年（昭和60年）3月14日：無人駅化[3][4]。
- 1987年（昭和62年）4月1日：国鉄分割民営化に伴い、西日本旅客鉄道の駅となる[1][2]。
- 2021年（令和3年）3月13日：ICカード「ICOCA」の利用が可能となる[5]。

## 駅構造
島式ホーム1面2線を有する、列車交換可能な地上駅。駅舎は線路西側、ホームから構内踏切を介して線路を平面横断（遮断機・警報機付）してスロープを降りたところにあり、国道と線路に挟まれた狭い場所であるため妻面に出入口がある構造となっている。駅舎は木造である。トイレは、駅舎横に設置されている。
新宮駅管理の無人駅であり、自動券売機の設置もない。乗車駅証明書発行機はあるが壊れている（2014年8月時点でも壊れたまま現存）。出札窓口も木の板で塞がれている。2021年3月13日よりICOCAが利用可能になっている。かつて1997年には駅舎内にミニ水族館（南紀枯木灘海洋生物研究所）が設置されていた（現在のすさみ町立エビとカニの水族館の前身に当たる）。2018年9月よりすさみ町観光協会がJR西日本より駅舎を借り受け、観光案内所並びにカフェをオープンした。

### のりば
| のりば | 路線       | 行先                 |
| ------ | ---------- | -------------------- |
| 1      | きのくに線 | 紀伊田辺・和歌山方面 |
| 2      | きのくに線 | 串本・新宮方面       |

- 上表の路線名は旅客案内上の名称（愛称）で表記している。

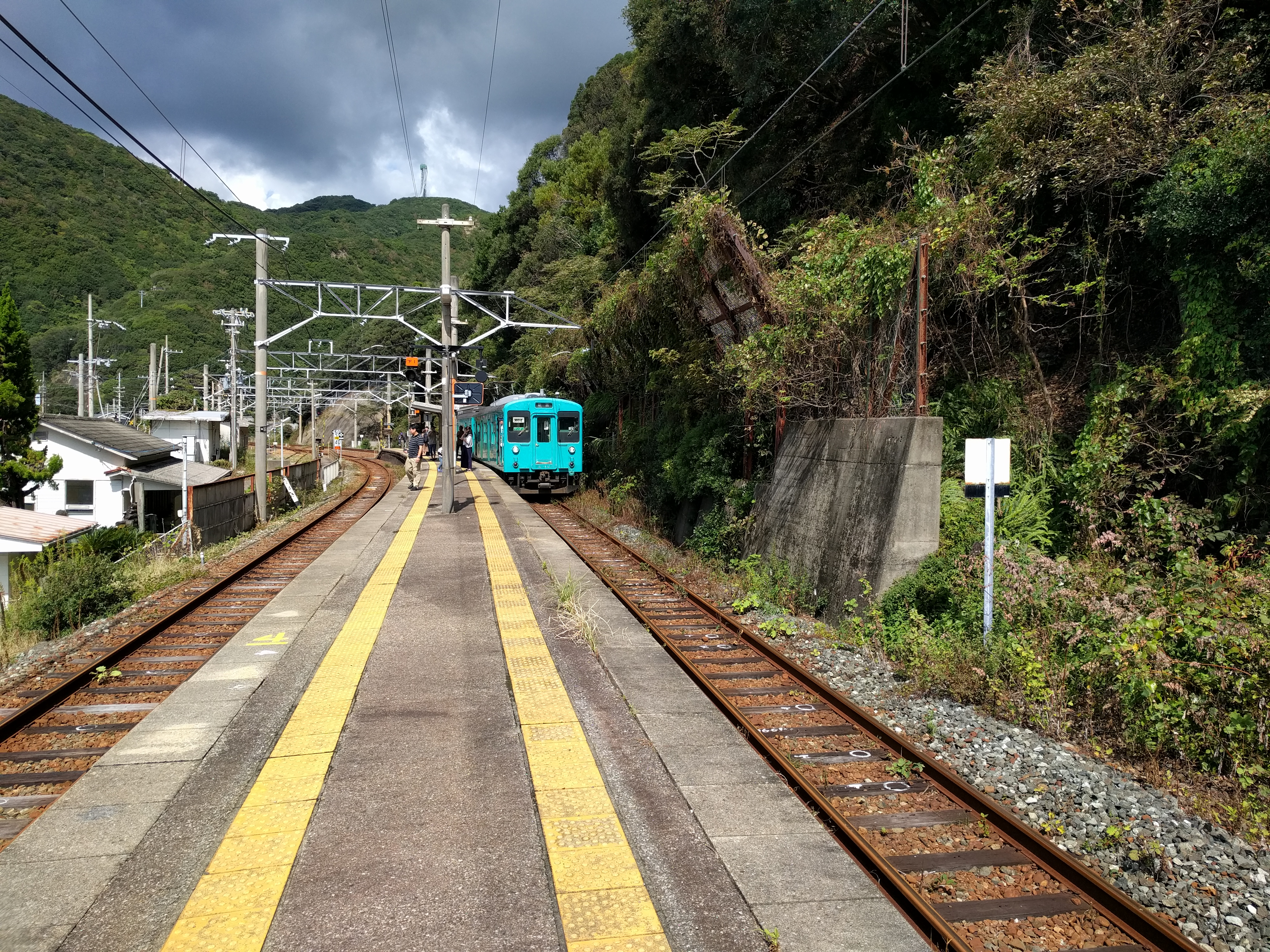
ホーム（2017年10月）

## 利用状況
近年の1日平均乗車人員は以下の通り。
| 年度   | 1日平均 乗車人員 |
| ------ | ---------------- |
| 1998年 | 27               |
| 1999年 | 27               |
| 2000年 | 19               |
| 2001年 | 13               |
| 2002年 | 12               |
| 2003年 | 10               |
| 2004年 | 9                |
| 2005年 | 8                |
| 2006年 | 7                |
| 2007年 | 11               |
| 2008年 | 12               |
| 2009年 | 15               |
| 2010年 | 12               |
| 2011年 | 13               |
| 2012年 | 13               |
| 2013年 | 14               |
| 2014年 | 14               |
| 2015年 | 14               |
| 2016年 | 11               |
| 2017年 | 13               |
| 2018年 | 10               |
| 2019年 | 12               |
| 2021年 | 12               |
| 2022年 | 10               |

## 駅周辺
国道42号沿いにあり、海も近い。附近の海岸は枯木灘と呼ばれる。
- 見老津保育所
- 大辺路 - 長井坂の登下山口に近い
- すさみ町コミュニティバス「見老津駅」停留所 - 里野線

## 隣の駅
西日本旅客鉄道（JR西日本）
 きのくに線（紀勢本線）
江住駅 - 見老津駅 - （双子山信号場） - 周参見駅